# Ionuț Costache
Ionuț Costache (n. 19 decembrie 1983, Ploiești, România) este un fotbalist român retras din activitate, care ultima dată a jucat pentru clubul de fotbal Chindia Târgoviște. A fost căpitanul echipei Petrolul Ploiești.